# Antoni Słonimski

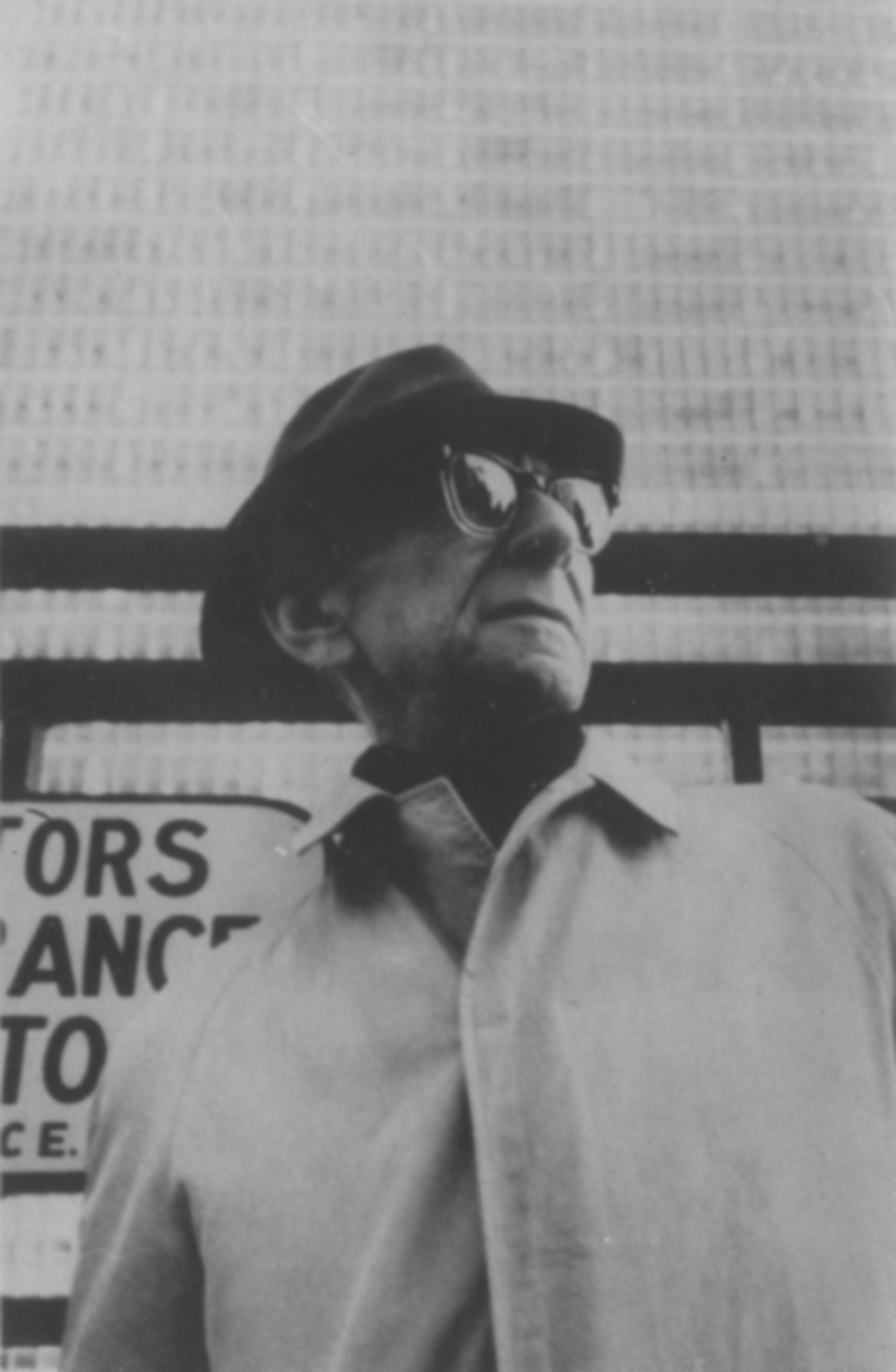
Antoni Slonimski, przed 1976

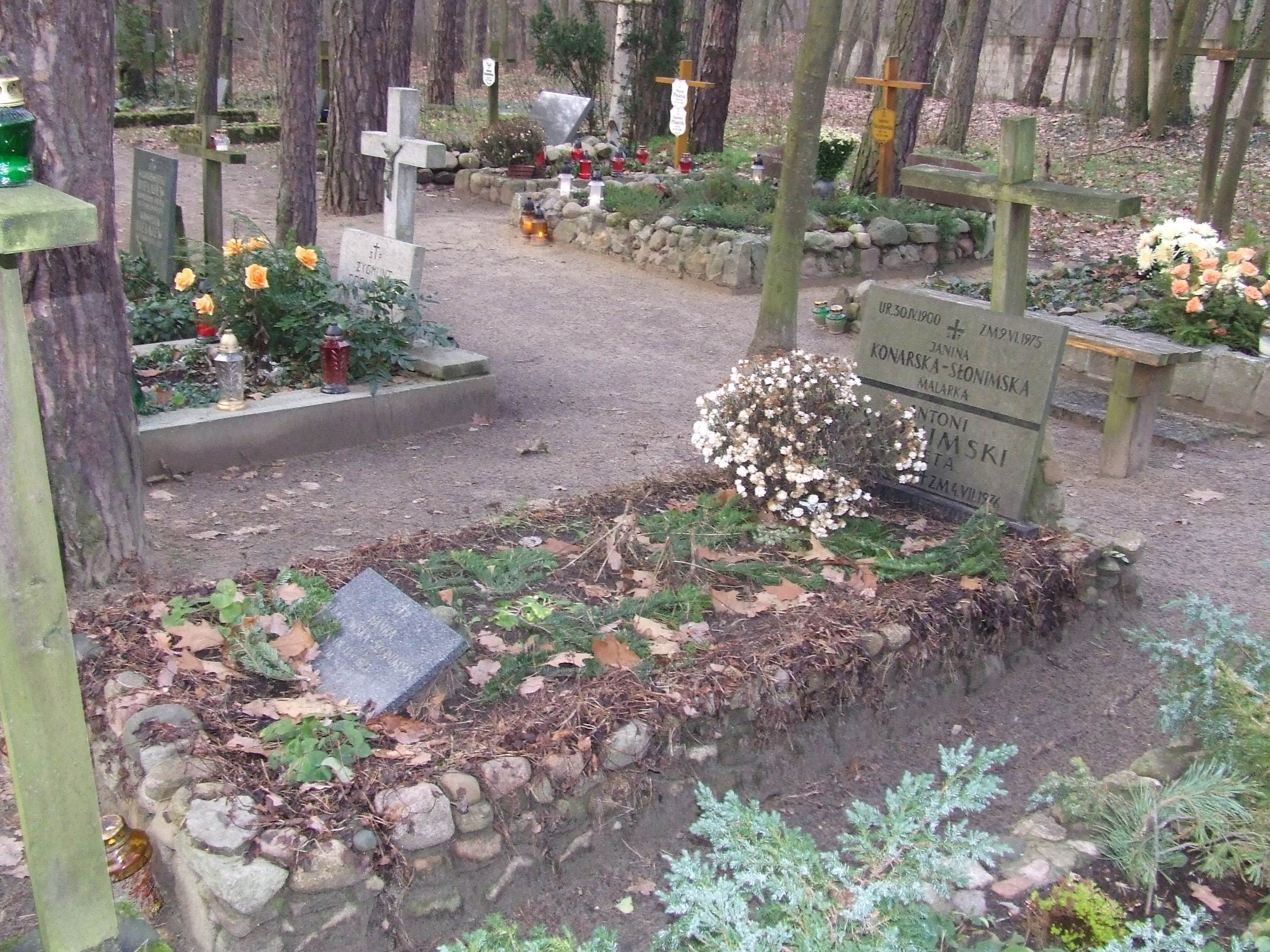
Grób Antoniego i Janiny Słonimskich na cmentarzu leśnym w Laskach

Antoni Słonimski, ps. „Pro-rok” (ur. 15 listopada 1895 w Warszawie, zm. 4 lipca 1976 tamże) – polski poeta pochodzenia żydowskiego, dramatopisarz, prozaik, felietonista, tłumacz, członek założyciel kabaretu „Pod Picadorem” (1918) i grupy literackiej „Skamander” (1918), w latach 1924–1939 współpracownik tygodnika „Wiadomości Literackie”, w latach 1926–1934 współpracownik tygodnika „Cyrulik Warszawski”, od 1928 członek Związku Zawodowego Literatów Polskich; w czasie II wojny światowej przebywał na emigracji; w latach 1948–1951 dyrektor Instytutu Kultury Polskiej w Londynie, w latach 1956–1959 prezes Związku Literatów Polskich, autor i sygnatariusz Listu 34 (1964), sygnatariusz Listu 59 (1975); malarz, grafik i rysownik, w latach 1913–1919 współpracownik tygodnika „Sowizdrzał”; krytyk literacki, teatralny i filmowy.

## Życiorys

### Młodość
Urodził się 15 listopada 1895 roku w Warszawie, w rodzinie pochodzenia żydowskiego, w nieistniejącej już kamienicy przy ul. Niecałej 6. Był synem Stanisława Słonimskiego i Marii Eugenii Goldman, wnukiem Chaima Zeliga Słonimskiego i prawnukiem Abrahama Jakuba Sterna.
Uczęszczał do Gimnazjum im. Jana Kreczmara. W 1917 roku ukończył Szkołę Sztuk Pięknych w Warszawie. Organizował wystawy swych prac plastycznych oraz współpracował z czasopismami artystycznymi, m.in. z miesięcznikiem Pro Arte.

### Twórczość
W 1918 roku współtworzył kawiarnię literacką „Pod Picadorem”, a w roku 1919 grupę poetycką Skamander. Współpracował z nią, z przerwami, do wybuchu wojny. W latach międzywojennych współpracował także z „Kurierem Polskim” (1920–1923) i „Wiadomościami Literackimi” (1924–1939).
W 1934 roku zawarł związek małżeński z Janiną Konarską (1900–1975).
Jego teksty wykorzystywały m.in. kabarety „Czarny Kot”, „Qui Pro Quo”, „Cyrulik Warszawski”, „Tip Top” oraz rosyjski awangardowy „Niebieski Ptak”. Był członkiem Związku Zawodowego Literatów Polskich i polskiej sekcji PEN Clubu.
W działalności publicystycznej sprzeciwiał się zarówno postawom Narodowej Demokracji, jak i komunizmowi. Opowiadał się za racjonalizmem i demokracją. Od wczesnej młodości związany z PPS, popierał działalność Józefa Piłsudskiego aż do czasów utworzenia obozu w Berezie Kartuskiej.
W swoim dorobku ma także dwie powieści science-fiction: Torpeda czasu z 1924 roku i Dwa końce świata (1937). Widać w nich inspirację twórczością H.G. Wellsa, bardzo cenionego przez Słonimskiego. W książkach tych pisarz pokazywał groźne skutki militaryzmu i rozwoju totalitaryzmu.
13 kwietnia 1924 roku pojedynkował się na pistolety z Mieczysławem Szczuką, który chciał się zemścić za bezlitosną krytykę manifestu autorstwa jego przyjaciela, Henryka Berlewiego. Pojedynek odbył się w kawiarni, Słonimski wyszedł bez szwanku, Szczuka został ranny w nogę.
Kilka dni po wybuchu II wojny światowej, 5 września 1939 roku, wraz z żoną opuścił Warszawę. Przekroczyli granicę w Zaleszczykach na kilka godzin przed zajęciem tej miejscowości przez Armię Czerwoną. Przez Rumunię, Jugosławię i Włochy dotarł do Paryża, a po upadku Francji w 1940 do Londynu. Współpracował z rozmaitymi periodykami emigracyjnymi, m.in. z Polską Walczącą i Wiadomościami Polskimi, Politycznymi i Literackimi. W roku 1942, na skutek różnicy poglądów, odszedł z Wiadomości i wraz z Karolem Estreicherem założył miesięcznik „Nowa Polska“ (ukazujący się do roku 1946).
W swych artykułach opowiadał się za ideą Polski wielokulturowej i tolerancyjnej, opartej na zasadach wolności i równości.
Po zakończeniu II wojny światowej kierował do 1948 roku sekcją literatury UNESCO, następnie był do roku 1951 dyrektorem podlegającego władzom komunistycznym Instytutu Kultury Polskiej w Londynie. W 1948 roku wziął udział we wrocławskim Światowym Kongresie Intelektualistów w Obronie Pokoju podpisując jego rezolucję przyjętą po opuszczeniu kongresu przez część zachodnich intelektualistów. W 1951 roku powrócił na stałe do kraju.
Pisywał artykuły, wiersze i felietony do wielu gazet ogólnopolskich, m.in. do „Nowej Kultury” (1950–1962), „Szpilek” (1953–1973) i „Przeglądu Kulturalnego”. W 1954 poddał ostrej krytyce ówczesne podręczniki do historii literatury, przez co jego dzieła zostały wycofane z obiegu. W 1955 roku był jednym z założycieli Klubu Krzywego Koła.
Na fali odwilży w 1956 roku został wybrany na prezesa Związku Literatów Polskich. Funkcję tę pełnił do roku 1959.
Odsunięty przez Władysława Gomułkę od sprawowania funkcji publicznych, Słonimski poświęcił się działalności na rzecz rozmaitych inicjatyw opozycyjnych. W marcu 1964 roku wraz z Janem Józefem Lipskim zainicjował tzw. List 34 przeciwko polityce kulturalnej partii. Krytykował władze w związku z antysemicką nagonką po marcu 1968 roku. W 1975 roku był jednym z sygnatariuszy Memoriału 59 oraz Listu 14 w proteście przeciw planowanym zmianom w konstytucji PRL.
Z powodu działalności opozycyjnej jego dzieła ponownie wpisano na listę cenzorską. Od 1970 publikował w „Tygodniku Powszechnym”.
Zmarł 4 lipca 1976 roku w Warszawie w wyniku powikłań po wypadku samochodowym. Jechał z opiekującą się nim Aliną Kowalczykową z Warszawy do Obór; na skrzyżowaniu ich maluch zderzył się z dużym Fiatem. Został pochowany z żoną na cmentarzu leśnym w Laskach. Testamentem zapisał autorskie prawa majątkowe do swych utworów Zakładowi dla Niewidomych w Laskach.

## Cenzura komunistyczna
Nazwisko Antoniego Słonimskiego znalazło się na specjalnej liście, na której umieszczono autorów pod szczególnym nadzorem peerelowskiej cenzury. Tomasz Strzyżewski w swojej książce o cenzurze w PRL publikuje poufną instrukcję cenzorską z 21 lutego 1976 roku Głównego Urzędu Kontroli Prasy, Publikacji i Widowisk, na której umieszczono jego nazwisko oraz następujące wytyczne: Wszystkie własne publikacje autorów z poniższej listy zgłaszane przez prasę i wydawnictwa książkowe oraz wszystkie przypadki wymieniania ich nazwisk należy sygnalizować kierownictwu Urzędu, w porozumieniu z którym może jedynie nastąpić zwolnienie tych materiałów. Zapis nie dotyczy radia i TV, których kierownictwo we własnym zakresie zapewnia przestrzeganie tych zasad. Treść niniejszego zapisu przeznaczona jest wyłącznie do wiadomości cenzorów.

## Dzieła

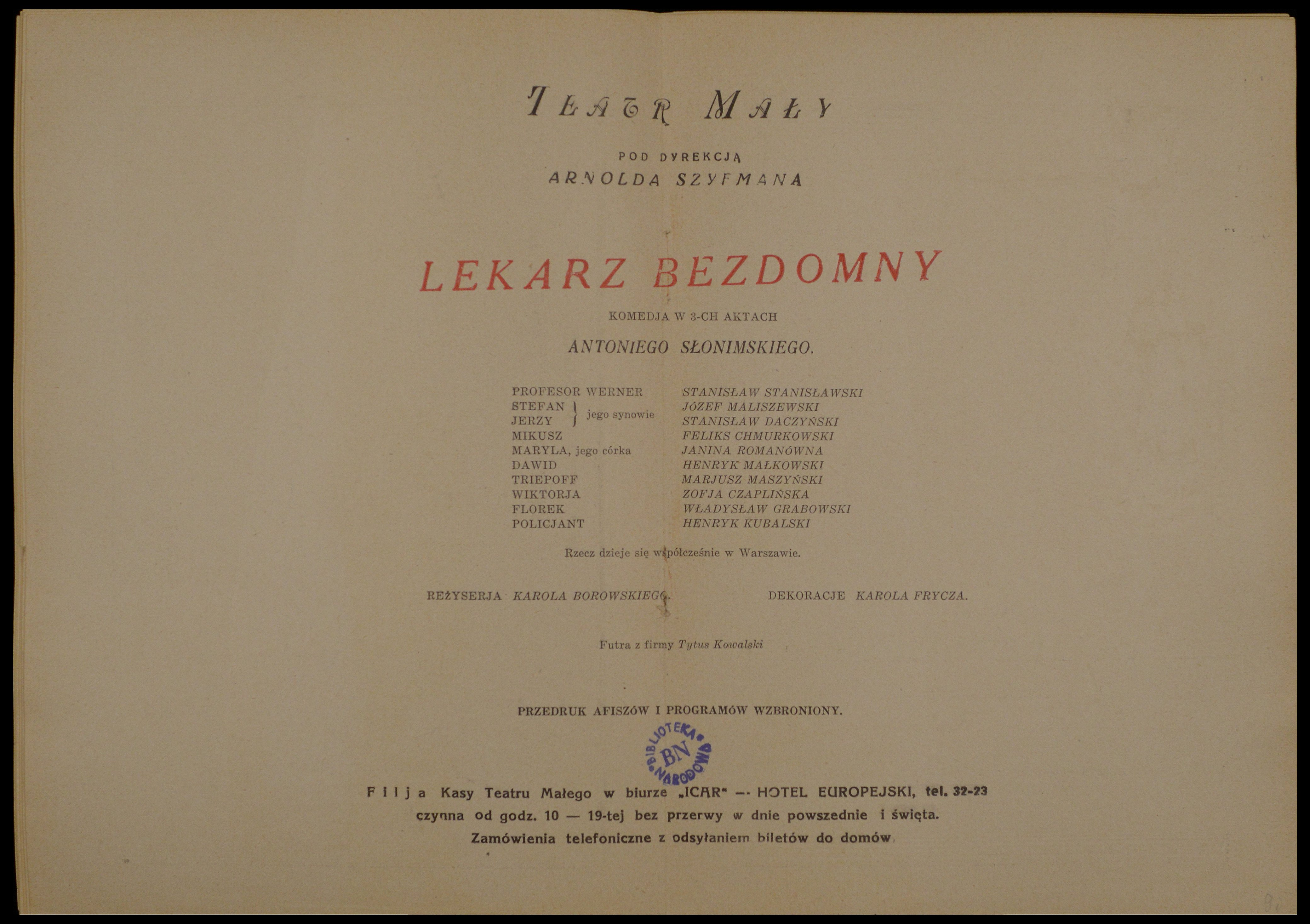
Program Lekarza bezdomnego wystawionego w 1930 na scenie warszawskiego Teatru Małego

### Poezja
- 1918: Sonety
- 1919: Harmonja
- 1929: Facecje republikańskie (z Janem Lechoniem),
- 1919: Czarna wiosna
- 1920: Parada
- 1923: Godzina poezji
- 1923: Djalog o miłości ojczyzny między Josephem a Stefanem
- 1924: Droga na wschód
- 1926: Z dalekiej podróży
- 1928: Oko w oko
- 1933: Rodzina
- 1935: Okno bez krat
- 1940: Alarm
- 1942: Popiół i wiatr
- 1945: Wiek klęski
- 1959: Nowe wiersze
- 1961: Rozmowa z gwiazdą
- 1963: Wiersze 1958–1963
- 1973: 138 wierszy
- 2022: „Wiem, o co ci chodziło…". Przeszłość jest moją ojczyzną

### Publicystyka, proza
- 1919: Bolszewicy w Warszawie: wieczór na cześć Koalicji urządzony przez Związek Pisarzy Białego Orła (wyd. pod pseudonimem Pro-Rok)
- 1920: Wycieczki osobiste, wyd. Skład Główny w księgarni E. Wende i S-ka w Warszawie (wyd. pod pseudonimem Pro-Rok)
- 1925: Pod zwrotnikami: Dziennik okrętowy, wyd. Gebethnera i Wolffa
- 1927: O dzieciach, warjatach i grafomanach, wyd. Bibljoteka Groszowa
- 1928: Amanullach, czarny władca, „Ciekawa Bibljoteczka” (wyd. pod pseudonimem dr Antoni Gorzeń)
- 1929: Mętne łby, wyd. Bibljoteka Groszowa
- 1932: Moje walki nad Bzdurą, wyd. Rój
- 1932: Moja podróż do Rosji, wyd. Rój
- 1957: Wspomnienia warszawskie, Czytelnik
- 1958: W oparach absurdu (z Julianem Tuwimem), Wydawnictwo „Iskry”
- 1959: Artykuły pierwszej potrzeby. Notatki i uwagi 1951–1958, Państwowy Instytut Wydawniczy
- 1959: Gwałt na Melpomenie. Felietony teatralne 1924–1939, Czytelnik (nakład ocenzurowany i przeznaczony na przemiał)
- 1963: Załatwione odmownie. Felietony 1960–1961, Państwowy Instytut Wydawniczy
- 1964: Załatwione odmownie seria druga. Felietony 1962–1964, Państwowy Instytut Wydawniczy
- 1964: Jawa i mrzonka. Spowiedź emigranta. Jak to było naprawdę, Państwowy Instytut Wydawniczy
- 1975: Alfabet wspomnień, Państwowy Instytut Wydawniczy
- 1973: Obecność, Czytelnik, Warszawa
- 1981: Ciekawość. Felietony 1973–1976, Czytelnik
- 1995: Kroniki londyńskie, wyd. Oficyna Wydawnicza INTERIM, ISBN 83-85083-37-5
- 2001: Kroniki tygodniowe t. 1 1927–1931, Literackie Towarzystwo Wydawnicze, ISBN 83-88736-31-0
- 2001: Kroniki tygodniowe t. 2 1932–1935, Literackie Towarzystwo Wydawnicze, ISBN 83-88736-08-6
- 2004: Kroniki tygodniowe t. 3 1936–1939, Literackie Towarzystwo Wydawnicze, ISBN 83-88736-47-7
- 2007: Romans z X muzą. Teksty filmowe z lat 1917–1976, Biblioteka „Więzi”, ISBN 978-83-60356-22-7
- 2013: Szopki polityczne 1922–1931. Pikadora i Cyrulika Warszawskiego (z Julianem Tuwimem, Marianem Hemarem i Janem Lechoniem), Wydawnictwo „Iskry”, ISBN 978-83-244-0339-4

### Utwory sceniczne
- 1927: Wieża Babel, dramat wierszem
- 1928: Murzyn warszawski, komedia
- 1930: Lekarz bezdomny, komedia
- 1933: Rodzina, komedia

### Powieści
- 1922: Teatr w więzieniu, Towarzystwo Wydawnicze „Ignis”
- 1924: Torpeda czasu: powieść fantastyczna, Towarzystwo Wydawnicze „Ignis”
- 1937: Dwa końce świata, wyd. J. Przeworskiego

### Przekłady
- 1923: Mark Twain, Opowiadania, wyd. B. Rudzki
- 1986: Mark Twain, Człowiek, który zdemoralizował Hadleyburg, wyd. Książka i Wiedza
- wybrane opowiadania Marka Twaina
- wybrane wiersze Arthura Rimbauda, Władimira Majakowskiego, Salvatore Quasimodo

## Ordery i odznaczenia
- Krzyż Komandorski Orderu Odrodzenia Polski (16 lipca 1954)[17]
- Krzyż Oficerski Orderu Odrodzenia Polski (22 lipca 1952)[18]
- Medal 10-lecia Polski Ludowej (19 stycznia 1955)[19]

## Nagrody
- Nagroda Państwowa I stopnia za twórczość poetycką (1955)[20][21]
- Nagroda m.st. Warszawy (1956)

## Upamiętnienie
Od 1988 r. imię Antoniego Słonimskiego nosi ulica w Łodzi na osiedlu Andrzejów.
W 1997 r. imię Antoniego Słonimskiego nadano skwerowi w dzielnicy Mokotów w Warszawie. We Wrocławiu w dzielnicy Psie Pole w 2013 r. powstała ulica jego imienia, a w 2012 r. w Gdańsku w dzielnicy Wrzeszcz Górny.
Uchwałą Sejmu RP X kadencji z 24 lipca 2024 zdecydowano o ustanowieniu roku 2025 „Rokiem Antoniego Słonimskiego” z okazji 130. rocznicy urodzin poety.